# Zawisakowate Polski
Zawisakowate Polski – artykuł zawiera listę 20 gatunków z rodziny zawisakowatych (Sphingidae) zaliczanych do fauny Polski (niektóre z nich tylko sporadycznie zalatują):

## PodrodzinaMacroglossinae
- fruczak bujankowiec (Hemaris fuciformis)
- fruczak gołąbek (Macroglossum stellatarum)
- fruczak trutniowiec (Hemaris tityus)
- postojak wiesiołkowiec (Proserpinus proserpina)
- zmrocznik gładysz (Deilephila elpenor)
- zmrocznik liguryjski (Hyles livornica)
- zmrocznik oleandrowiec (Daphnis nerii)
- zmrocznik pazik (Deilephila porcellus)
- zmrocznik przytuliak (Hyles gallii)
- zmrocznik wilczomleczek (Hyles euphorbiae)
- zmrocznik winniczak (Hippotion celerio)

## PodrodzinaSmerinthinae
- nastrosz dębowiec (Marumba quercus)
- nastrosz lipowiec (Mimas tiliae)
- nastrosz osinowiec (Laothoe amurensis)
- nastrosz półpawik (Smerinthus ocellatus)
- nastrosz topolowiec (Laothoe populi)

## PodrodzinaSphinginae
- zawisak borowiec (Sphinx pinastri)
- zawisak powojowiec (Agrius convolvuli)
- zawisak tawulec (Sphinx ligustri)
- zmierzchnica trupia główka (Acherontia atropos)